# ستيوارت ليتل (مسلسل كرتوني)
ستيوارت ليتل (بالإنجليزية: Stuart Little: The Animated Series) مسلسل رسوم متحركة أمريكي يتكون من 13 حلقة عرض لأول مره في 1 مارس 2003 واستمر عرضه حتى 24 مايو 2003. تمت دبلجة المسلسل للغة العربية .

## روابط خارجية
- الموقع الرسمي
- ستيوارت ليتل على موقع IMDb (الإنجليزية)
- ستيوارت ليتل على موقع ميتاكريتيك (الإنجليزية)
- ستيوارت ليتل على موقع كينوبويسك (الروسية)
- ستيوارت ليتل على موقع قاعدة بيانات الفيلم (الإنجليزية)